# Masarykův ústav a Archiv Akademie věd České republiky
Masarykův ústav a Archiv AV ČR, v. v. i. (zkráceně MÚA AV ČR), je veřejná výzkumná instituce, jeden ze tří historických ústavů Akademie věd České republiky, sestávající ze dvou původně samostatných institucí (ke spojení došlo k 1. 1. 2006). Masarykův ústav navazuje na nadaci zřízenou Tomášem Garriguem Masarykem v roce 1932, která měla za úkol opatrovat jeho odkaz a podporovat vědeckou činnost. Archiv plní již od roku 1953 (zřízení ČSAV, nejprve jako Archiv, poté Ústřední archiv ČSAV) funkci specializovaného archivu, který shromažďuje a uchovává materiál vzniklý z působnosti ostatních ústavů AV ČR a zároveň dohlíží nad spisovou službou Akademie věd. Celá instituce sídlí od listopadu 2017 v nové budově v Gabčíkově ulici 2362/10 v Praze 8.

## Ústav
Vědecko-výzkumná oddělení MÚA se soustřeďují na tři stěžejní oblasti historického výzkumu. Prvním je výzkum života a díla T. G. Masaryka, zejména s ohledem na jeho význam pro demokratickou českou státnost a na jeho humanitní odkaz, jakož i šíře pojatý výzkum českých a středoevropských dějin mezi lety 1848–1948. Druhou výzkumnou oblastí jsou dějiny Akademie věd ČR, jejích předchůdců a obecně dějiny vědy a vědců na území ČR a v širším středoevropském prostoru. Třetí oblastí jsou kodikologické výzkumy, které se zaměřují zejména na soupis a studium bohemikálních rukopisů v ČR i v zahraničí a tvoří tak jediné pracoviště svého druhu v České republice.
Archivní oddělení MÚA shromažďují a zpracovávají spisový materiál Akademie věd, archivní fondy starších vědeckých institucí a osobní fondy vědců působících na území Česka. Masarykův ústav a Archiv AV ČR je rovněž pověřen předarchivní péčí a skartačním dohledem v rámci Akademie věd ČR. Ze svých fondů poskytuje zpětně informace orgánům a pracovištím Akademie věd ČR a orgánům státní správy a zpřístupňuje archivní fondy a sbírky badatelské veřejnosti. Archivní část MÚA rovněž spravuje osobní archivních fondy T. G. Masaryka, Edvarda Beneše a jejich spolupracovníků a rodinných příslušníků. Vědecká činnost archivní části MÚA je zaměřena na dějiny vědeckých institucí, na život a dílo vědeckých osobností a na jejich obec zejména v českém prostředí, na život a dílo T. G. Masaryka a E. Beneše, zvláště pak na zpřístupňování pramenů týkajících se jejich činnosti.
Masarykův ústav a Archiv AV ČR vydává tři odborné recenzované časopisy: Střed. Časopis pro mezioborová studia střední Evropy 19. a 20. století, Studie o rukopisech a Práce z dějin Akademie věd. Vedle časopisů ústav vydává ediční řady, např.: Spisy T. G. Masaryka; Korespondence TGM; Ego. Paměti, deníky, korespondence (ve spolupráci s Nakladatelstvím Lidové noviny) a České moderní dějiny (ve spolupráci s nakladatelstvím Academia). Pracovníci ústavu dále publikují výsledky své práce v prestižních časopisech a knižních nakladatelstvích v ČR, Evropě i v zámoří.

## Archiv
Archiv vznikl k 1. lednu 1953, podle archivního práva se od 1. ledna 1956 (podle vládního nařízení 1954) jednalo o archiv zvláštní, od roku 1974 zvláštního významu a konečně po roce 2004 specializovaný archiv (požadavky akreditace splnil v roce 2007). Uvnitř akademie bylo postavení archivu vymezeno k 1. lednu 1966, když byl přetvořen na ústřední archiv. Od 1. ledna 1993 začala fungovat nová akademie a v rámci ní byl archiv zřízen jako Archiv Akademie věd České republiky. V roce 2005 byla otevřena nová budova postavená speciálně pro potřeby Archivu v ulici Gabčíkova 2362/10 v Praze 8.
Prvními spravovanými fondy byly písemnosti Královské české společnosti nauk, České akademie věd a umění, Masarykovy akademie práce a Československé národní rady badatelské. Kromě přejímání fondů archiv založil fotografické a umělecké sbírky a zároveň plnil samostatné vědecké úkoly, týkající se dějin vědeckých institucí, české vědy, archivistiky a soupisu a studia rukopisů. První průvodce po fondech, vydaný roku 1962, obsahoval 48 fondů a sbírek. Od konce 60. let se utvářely odborné pracovní úseky – předchůdců ČSAV, písemných pozůstalostí a fondů ČSAV. Díky zvyšování počtu pracovníků se zdokonalila předarchivní péče, v roce 1972 byl vydán první oficiální vzorový spisový a skartační řád pro pracoviště ČSAV a začalo vycházet periodikum Archivní zprávy ČSAV (1970–1985). Od poloviny 80. let se historická práce archivu více orientovala na dějiny vědy, byly vydávány Práce z dějin ČSAV.
Vedle institucionálních archivů (fondů pracovišť AV ČR) se archiv záhy začal zajímat také o osobní fondy českých vědců (tedy zpravidla pracovníků akademie). Vedle Národního archivu či Archivu Národního muzea patří MÚA AV ČR k institucím s nejvýznamnější sbírkou pozůstalostí osobností vědeckého a politického života. Oddělení osobních a historických fondů spravuje například fondy Bedřicha Hrozného, Jaroslava Heyrovského, Otty Wichterleho, Zdeňka Nejedlého, Karla Domina, Milady Paulové, nově také Antonína Holého.
Významnou součástí archivní sbírek je Masarykův osobní archiv, který se stal součástí Ústavu T. G. Masaryka v roce 1932. Postupně měl být doplňován o písemnosti rodiny a Masarykových spolupracovníků. Obsah osobního archivu definoval v době zřizování Ústavu T.G. Masaryka sám Masaryk. Podle něj jde o soubor materiálů vědeckého, filozofického a politického charakteru, dokumentujících činnost spisovatelskou, pedagogickou a politickou. Tvoří ho rukopisy, korespondence, poznámky a dokumenty z doby předválečné, válečné a poválečné. Celý soubor je organický nedělitelný celek. V současnosti lze v Archivu ÚTGM studovat nejen písemnou pozůstalost TGM a členů jeho rodiny, ale i jeho nejbližšího spolupracovníka E. Beneše. Důležitou součástí jsou písemnosti Ústavu T. G. Masaryka – instituce, která se svého od založení v roce 1932 zabývala studiem života a díla T. G. Masaryka. Po přerušení činnosti v roce 1954 se ke svému původnímu úkolu vrátila v roce 1990.
Badatelna je otevřená každé pondělí a středu 9–18 hodin a její návštěva je možná na základě rezervace.

## Knihovna
Knihovna Masarykova ústavu a Archivu AV ČR představuje v rámci pracovišť Akademie věd ČR zabývajících se společenskými vědami jednu z nejrozsáhlejších veřejně přístupných knihoven (čítá zhruba 260 000 svazků). V rozdělení jejího fondu do čtyř dílčích knihoven se odráží historický vývoj, jímž instituce spolu se svými knihami v minulých desetiletích prošla. Sestává z Knihovny Archivu AV ČR, Knihovny Masarykova ústavu AV ČR, Knihovny T. G. Masaryka a tzv. profesorské knihovny T. G. Masaryka.

## Oddělení
- Oddělení moderních politických a intelektuálních dějin
- Oddělení moderních sociálních a kulturních dějin
- Oddělení dějin Akademie věd
- Oddělení pro soupis a studium rukopisů
- Oddělení pro podporu vědy a výzkumu
- Oddělení osobních a historických fondů
- Oddělení institucionálních fondů
- Knihovna
- Nakladatelství
- Technicko-hospodářská správa
- Sekretariát ředitele

## Ředitelé
- Ředitelé Archivu AV ČR (1993–2005), Ústředního archivu ČSAV (1966–1992), Archivu ČSAV (1953–1965):
  - Václav Vojtíšek (1953–1968)
  - Václav Vaněček (1968–1985)
  - Luboš Nový (1985–1990)
  - Zdeněk Šolle (1990–1991)
  - Alena Míšková (1992–1994)
  - Antonín Kostlán (1995–2001)
  - Ludmila Sulitková (2001–2005)
  - Alena Míšková (2005)
- Ředitelé Masarykova ústavu AV ČR (1995–2005):
  - Jaroslav Opat (1995–1997)
  - Eva Broklová (1997–2002)
  - Ivan Šedivý (2003–2005)
- Ředitelé Masarykova ústavu a Archivu AV ČR (2006–nyní):
  - Ivan Šedivý (2006–2010)
  - Luboš Velek (2010–2020)[5]
  - Rudolf Kučera (2020–nyní)[6]